# میلاد ربانی
میلاد ربانی (زادهٔ ۲۶ ژانویهٔ ۱۹۹۳) یک بازیکن فوتبال اهل ایران است. 